# Turtmann
Turtmann là một đô thị trong huyện Leuk, bang Valais, Thụy Sĩ. Đô thị này có diện tích 6,8 km2, dân số thời điểm tháng 12 năm 2002 là 1023 người.